# Brasão de armas da Síria
Desde o estabelecimento da República Síria em 14 de maio de 1930, a Síria teve vários brasões, embora com uma composição bastante consistente – um suporte (frequentemente a Águia de Quraish) segurando um escudo, com o nome oficial do país em árabe em um pergaminho abaixo.

## História
Durante a união da Síria com o Egito na República Árabe Unida (RAU) entre 1958 e 1961, a Águia Pan-Árabe de Saladino foi usada como base para o brasão. Embora a Síria tenha se retirado da união em 1961, o Egito continuou a usar o nome oficial, a bandeira e o brasão da RAU até 1971. A Síria retornou ao brasão utilizado antes da RAU, invertendo as cores das estrelas e da orla dois anos depois.
Durante o período da Federação das Repúblicas Árabes, entre 1972 e 1977, uma associação vaga entre Egito, Líbia e Síria, a Águia de Quraish foi usada como brasão.
Após o fim da união, os três ex-estados membros mantiveram a Águia de Quraish. O Egito finalmente retornou à Águia de Saladino em 1984, que havia sido o brasão tanto do Egito quanto da Líbia antes da união abortiva, e que ainda serve como base dos brasões do Egito, Iraque e Palestina. A Síria continuou a usar a Águia de Quraish, assim como a Líbia sob Gaddafi (embora a versão líbia estivesse voltada para a dextra, ao invés de para a sinistra, como na versão síria). O brasão foi adotado pela Lei nº 37 em 21 de junho de 1980, após ser aprovado pela Assembleia do Povo em 17 de junho de 1980 e publicado no Diário Oficial, Edição nº 26 de 1980. Este emblema consistia na Águia de Quraish segurando um escudo com a bandeira nacional da Síria (em forma vertical; chamada na heráldica de "Tierced in pale" nas cores vermelho, argento e negro, com duas estrelas verdes) e um pergaminho com as palavras "República Árabe Síria" (em árabe: الجمهورية العربية السورية).
Durante a Guerra Civil Síria, que começou em março de 2011, vários símbolos e emblemas foram usados pela oposição síria, incluindo o Governo de Salvação Sírio, o Governo Interino Sírio e pela Administração Autônoma do Norte e Leste da Síria. Após a queda do regime de al-Assad em dezembro de 2024, o recém-formado governo de transição sírio atualizou o brasão com um novo escudo baseado na bandeira que a Síria usou ao conquistar a independência da França em 1946.

### Galeria

Reino Árabe da Síria (1919–1920)
República Síria (1945–1958)
República Árabe Unida (1958–1961)
República Árabe Síria (1961–1963)
República Árabe Síria (1963–1972)
República Árabe Síria (1972–1980)
República Árabe Síria (1980–2024)
República Árabe Síria (13 de março 2025-3 de julho 2025)